# Amici come prima (film 1982)
Amici come prima (Best Friends) è un film del 1982 diretto da Norman Jewison, con protagonisti Burt Reynolds e Goldie Hawn.

## Trama
Richard Babson e Paula McCullen sono partner di sceneggiatura a Hollywood, migliori amici, coinquilini e amanti di successo. Decidono di fare il passo successivo nella loro relazione comprando una casa insieme. Dopo l'acquisto della casa, Richard è in grado di convincere una Paula inizialmente riluttante a sposarsi. Accettando il matrimonio, Paula a sua volta riesce a convincere Richard a fare un viaggio in treno attraverso il paese prima per visitare i suoi genitori a Buffalo, a New York per una settimana per aiutare a celebrare il loro quarantesimo anniversario, poi a Vienna, in Virginia, per visitare i suoi genitori per qualche giorno. Al di là delle pressioni che devono affrontare dal loro produttore Larry Weisman riguardo alla loro ultima sceneggiatura, Richard e Paula potrebbero non essere in grado di sopravvivere non solo come coppia sposata ma come una partnership in tutti i suoi aspetti in questo viaggio, come ognuno non solo può vedere nel futuro del coniuge dai propri genitori, ma lo stato dei matrimoni in tutte le loro sfaccettature. La situazione è aggravata dal fatto che il loro matrimonio viene analizzato da coloro che li circondano.